# ジョン・ハートソン
ジョン・ハートソン（John Hartson, 1975年4月5日 - ）は、イギリス・ウェールズ出身の元サッカー選手（フォワード）。元ウェールズ代表である。

## 経歴
1992年にキャリアをスタートし、翌1993年プロデビュー。1995年にはアーセナルに移籍するもなかなか満足のいく成績をおさめられず、各チームを転々とする。2001年、スコティッシュ・プレミアリーグのセルティックに移籍すると、リーグ得点王を受賞するなどチームの主力として活躍。レンジャーズとの優勝争いを演じるようになる。2006年2月6日、代表引退を表明。
2006年6月28日、イングランドのWBAに移籍。しかし、2007年は出場機会が減り、2007年2月以来トップチームの試合に出場していない。同年10月にノーウィッチ・シティへレンタル移籍した。
2009年7月、頭痛を訴えて病院に運ばれ、睾丸がんを患っていると診断され、長期の闘病生活にはいっていたが、2010年に驚異的な回復を見せ、ガンを克服をした。

## 所属クラブ
- 1992-1994.12 ルートン・タウン
- 1995.1-1997.1 アーセナル
- 1997.2-1998.12 ウェストハム・ユナイテッド
- 1999.1-2001.1 ウィンブルドン
- 2001.2-2001.6 コヴェントリー・シティ
- 2001-2006 セルティック
- 2006-2008 ウェスト・ブロムウィッチ

→2007.10-2008 ノリッジ・シティ (loan)

## 個人タイトル
- 2004-2005 リーグ得点王（25得点）
- 2004-2005 スコットランドPFA年間最優秀選手賞
- 2004-2005 スコットランド・サッカー記者協会年間最優秀選手賞